# Morti nel 1423
| Questa pagina contiene informazioni ricavate automaticamente dalle voci biografiche con l'ausilio del template Bio e di un bot. L'aggiornamento è periodico e automatico e ricostruisce completamente la pagina. Se manca una persona in questa lista, sei pregato di non aggiungerla, ma accertati piuttosto che la sua voce biografica contenga il template Bio e che i dati anagrafici siano correttamente compilati. Se il template Bio manca, inseriscilo tu stesso o, in alternativa, metti l'avviso {{tmp\|Bio}} che ne segnala la mancanza. Se i dati riportati sono sbagliati, correggi direttamente la voce biografica; le modifiche saranno visibili in questa lista entro pochi giorni. Per chiarimenti vedi il progetto biografie. La lista contiene solo le 26 persone che sono citate nell'enciclopedia e per le quali è stato implementato correttamente il template Bio. Pagina aggiornata al 26 giu 2025. |

- 18 gennaio - Enrico X di Slesia, nobile polacco (n. 1388)
- 25 gennaio - Giorgio Ordelaffi, italiano
- 3 aprile - Ludovico Fieschi, cardinale italiano
- 4 aprile - Tommaso Mocenigo, politico, diplomatico e militare italiano (n. 1343)
- 23 maggio - Benedetto XIII, cardinale spagnolo (n. 1328)
- 23 giugno - Margherita Datini, italiana (n. 1360)
- 25 giugno - Rinaldo di Jülich-Geldern, duca (n. 1365)
- 2 agosto - Sulaiman Shah I di Kedah, sultano malese
- 21 settembre - Matteo II Moncada, nobile, politico e militare italiano
- 26 settembre - Rengarda Malatesta, contessa italiana
- 25 ottobre - Galeotto III Malatesta, condottiero italiano
- 15 dicembre - Michael Küchmeister von Sternberg, nobile tedesco (n. 1370)
- Alberto V di Meclemburgo-Schwerin, nobile (n. 1397)
- Giovanni Bozzuto, funzionario, militare e ambasciatore italiano
- Malacarne, nobile e condottiero italiano
- Costanza Chiaramonte, sovrana italiana
- Lorenzo Onofrio Colonna, conte dei Marsi, nobile e condottiero italiano (n. 1356)
- Rosso Marin, politico e diplomatico italiano
- Donald McDonald, Signore delle Isole, nobile e militare scozzese
- Küçük Mustafa, principe ottomano (n. 1408)
- Tommasino da Baiso, intagliatore, scultore e intarsiatore italiano
- Anselm Turmeda, scrittore spagnolo (n. 1355)
- Richard Whittington, politico e mercante inglese
- Pietro d'Argellata, chirurgo e anatomista italiano
- Lodovico da Barbiano, condottiero italiano
- Bernardo Cabrera, nobile, politico e militare spagnolo (n. 1350)